# Caccia dei tori

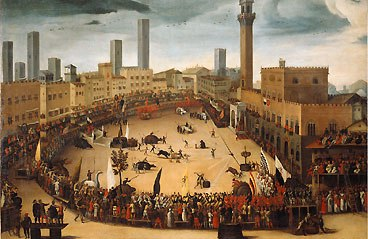
Vincenzo Rustici, Caccia dei tori in Piazza del Campo

La caccia dei tori era una manifestazione popolare che si disputò in Piazza del Campo a Siena, dalla fine del XV secolo al 1597. È attraverso la ripetuta organizzazione delle cacce dei tori che le Contrade si radicarono profondamente e definitivamente nella società senese.
Le cacce dei tori non furono comunque prerogativa esclusivamente senese. Spettacoli simili erano organizzati già nel 1155 a Venezia, oltre che a Roma (fino al XIV secolo).

## Storia
La prima caccia dei tori disputata a Siena risulta essere quella del 15 agosto 1499. Fu dedicata alla "Gloriosa Madre di Dio Santa Maria d'Agosto", e vi presero parte sette contrade: Aquila, Bruco, Civetta, Torre (chiamata Liofante), Orso, Vipera e Gallo (le ultime tre sono state soppresse nel corso dei secoli). Secondo alcuni storici vi furono delle cacce dei tori in anni precedenti (1466, 1491, 1497), ma non vi è uniformità di opinioni al riguardo. Per quanto riguarda la caccia dei tori del 1499, alcuni storici sostengono la presenza esclusivamente di Aquila, Bruco, Civetta e Torre.
Le cacce dei tori andarono avanti per tutto il XVI secolo, sebbene non con regolarità. Il 15 agosto 1546 vi fu la presenza in Piazza di tutte le diciassette Contrada di Siena; è infatti giunta a noi la lettera di tale "Cecchino Cartaio" indirizzata a "madonna Gentile Tantucci", nella quale è descritta minuziosamente la caccia dei tori del 1546, e che ha permesso di capire le modalità di svolgimento delle cacce.
"Cecchino Cartaio" racconta che le Comparse di ogni Contrada entrarono in Piazza innalzando la propria insegna, venendo precedute da una «grandissima macchina» (una sorta di attuale carro allegorico) che aveva la forma dell'animale che le rappresentava. Dopo che ogni Contrada ebbe preso posto all'interno della Piazza, la chiarine diedero avvio alla cacciata. Furono inizialmente liberati, braccati da cani da caccia, diversi animali: dai più piccoli come lepri, volpi, tassi e istrici, fino a quelli di stazza maggiore come cervi e cinghiali. Si proseguì quindi liberando e cacciando i tori. Contemporaneamente due giovani stavano seduti in mezzo alla Piazza mangiando ad una tavola imbandita: chi di essi fosse rimasto sempre a mangiare, avrebbe ricevuto un premio di dieci scudi d'oro; unica arma di difesa era la spada.
Le cacce dei tori furono soppresse in seguito al Concilio di Trento, che le reputò eccessivamente violente. L'ultima caccia venne disputata a Siena il 15 agosto 1597, e vi presero parte quattordici Contrade: mancavano solamente Aquila, Leocorno e Tartuca. Due anni dopo ebbe luogo la prima bufalata.